# Germplasm Resources Information Network
Germplasm Resources Information Network (GRIN), en français Réseau d'information sur les ressources en germoplasme, est un serveur web référentiel inclus dans le « programme de ressources génétiques nationales » (National Genetic Resources Program, NGRP) du département de l'Agriculture des États-Unis (United States Department of Agriculture, USDA) pour gérer de manière exhaustive la base de données informatique pour les exploitations de tout le matériel génétique végétal collecté par le National Plant Germplasm System (NPGS). Par extensions de projets, son rôle a été étendu à la gestion de l'information sur le dépôt de germoplasme d'insectes (invertébrés), d'espèces animales et microbiennes.

## Caractéristiques
Le site GRIN est une ressource permettant d'identifier les informations taxonomiques, (noms binominaux ou scientifiques) ainsi que les noms vernaculaires ou communs sur plus de 500 000, références croisées (variétés distinctes et cultivars, qui composent la chaîne d'identification) de plantes couvrant 10 000 espèces; tant sur le plan de la connaissance à des fins économiques que sur l'identification d'espèces sauvages ou remarquables (emblématiques).
Il a la particularité de présenter des thématiques sur les plantes qui sont identifiées[Où ?] comme « mauvaises herbes » invasives ou nocives, menacées ou en voies d'extinction, fournissant des données sur la répartition mondiale de leurs habitats ainsi que des informations sur leurs patrimoines génétiques,.

## Projets adjacents
La mission officielle du projet GRIN est de soutenir les projets suivants :
- National Animal Germplasm Program (en) (NAGP)[9] ;
- National Plant Germplasm System (NPGS)[10] ;
- National Microbial Germplasm Program (NMGP)[11] ;
- National Invertebrate Germplasm Program (NIGP)[12].